# Сауки

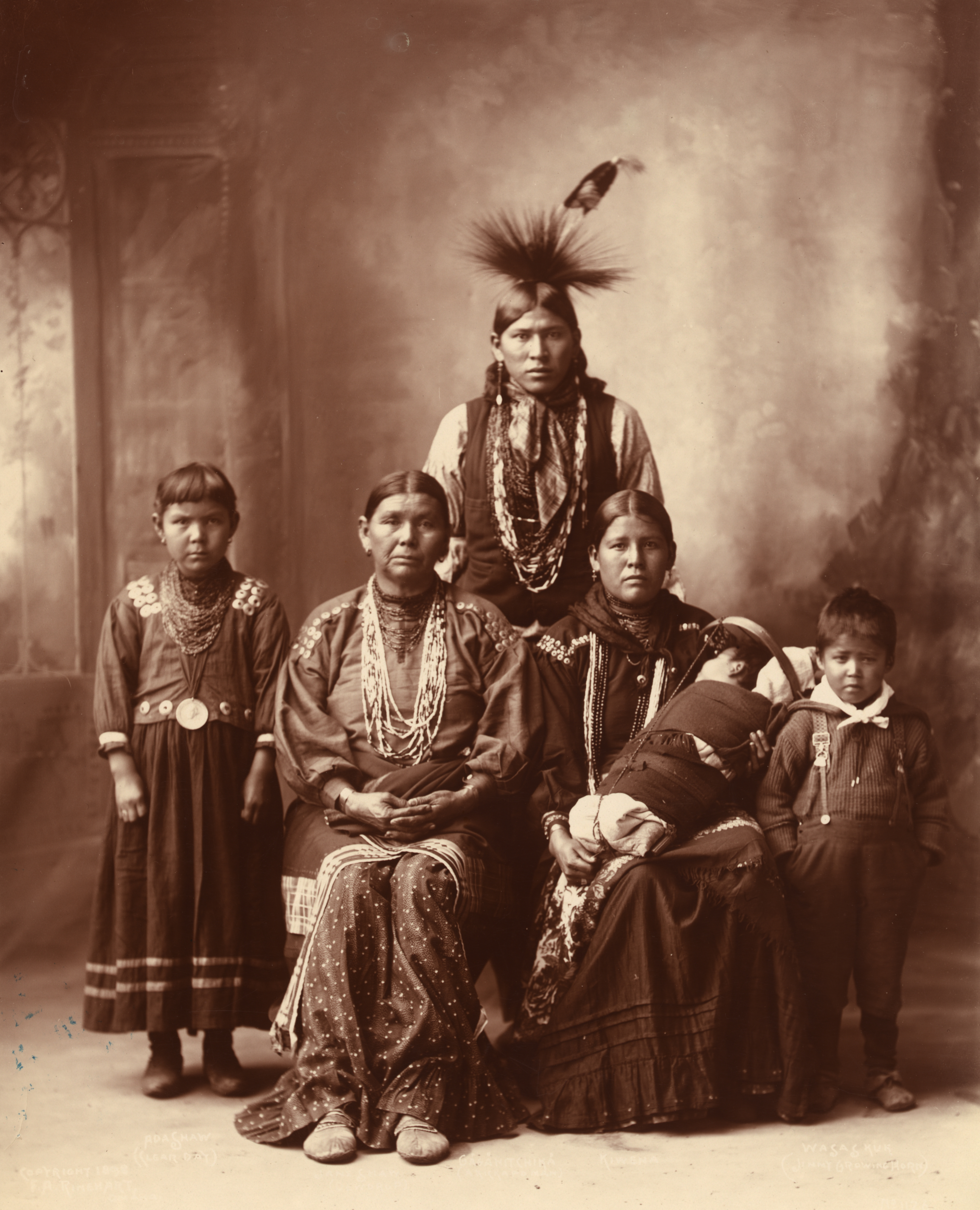
Сім'я сауків, 1899 р.

Саук (традиційне написання), сак (англ. Sauk people, Sauks, Sac) — індіанське плем'я, яке розмовляє мовою сак-фокс алгонкінської сім'ї.

## Рання історія
Вважається, що сауки переселилися з району річки Святого Лаврентія на землі, що оточують затоку Сагіно, під тиском ірокезів. До появи європейців, сауки мігрували на південь, на територію сучасних американських штатів Вісконсин та Іллінойс.
Були тісно пов'язані з фоксами. У XVIII столітті фокси вели війни проти французів і були майже повністю знищені. Ті, що залишилися живими, знайшли притулок у сауків, які жили до того часу поблизу Грін-Бей. 1734 року влада Нової Франції послала до сауків експедицію з вимогою видати фоксів. Сауки відмовили французам і в подальшій битві убито французького командувача. Сауки і фокси втекли на захід від Міссісіпі. 1736 року французи відправили до сауків і фоксів ще одну експедицію, але й вона не принесла результатів. Навесні 1737 року на раді в Монреалі потаватомі і оттава попросили французів не переслідувати сауків. Віннебаго і меноміні звернулися з подібним проханням щодо фоксів. Мир між французами і сауками відновився.
Сауки не взяли участі в повстанні Понтіака. Під час війни за незалежність США вони підтримали британців. 1780 року сауки, разом з фоксами, віннебаго, меноміні, потаватомі і сіу, приєдналися до спроб британців відбити Іллінойс в американців і захопити іспанський форт Сан-Луїс. Після закінчення війни за незалежність США сауки продовжували вести торгівлю з британцями і проживали вздовж річки Міссісіпі в східній Айові та західному Іллінойсі.

## Перші договори зі США
1804 році Вільям Генрі Гаррісон зустрів делегацію сауків і фоксів у Сент-Луїсі. Напоївши вождів індіанців, він умовив підписати їх договір, згідно з яким, вони відмовлялися від своїх земель на схід від Міссісіпі в обмін на незначні подарунки. Багато лідерів сауків, серед них і Чорний Яструб, відмовилися визнати цей договір.
В англо-американській війні 1812—1815 років сауки билися на стороні Британської імперії і конфедерації Текумсе. 1813 року сауки, разом з іншими племенами конфедерації, обложили Форт-Медісон, і змусили американців покинути його.
Після англо-американської війни, білі поселенці почали просуватися на Захід, але міжплемінна війна між сіу, оджибве і сауками й фоксами заважала цьому. 1825 році уряд США на раді в Прейрі-дю-Чин спробував примирити племена і зупинити війну. На раді були присутні сауки, фокси, оджибве, сіу, оттава, потаватомі, віннебаго, меноміні і айова. Договір, прийнятий на раді, встановлював кордони між племенами і укладав мир. Згідно з договором, у північно-східній Айові між сіу і сауками й фоксами була нейтральна територія протяжністю 40 миль.

## Війна Чорного Яструба
Уклавши зі сауками мирний договір 1816 року, американський уряд отримав їхню згоду з договором 1804 року, який уклав з ними Гаррісон. За умовами цієї угоди сауки й фокси могли залишатися на землях на схід від Міссісіпі, поки вони не знадобляться владі США.
1818 році Іллінойс став штатом і зажадав виселення індіанців протягом 10 років. Група сауків, на чолі з Чорним Яструбом, відмовилася покинути рідні землі, але після нападів сіу, військовий лідер сауків повів своїх людей в Айову. Коли він вирішив повернутися назад в Іллінойс, американський уряд відмовив йому в цьому.
У квітні 1832 року Чорний Яструб, заручившись обіцянкою допомоги з боку інших племен і британців, повів 1500 своїх людей, з них 500 вояків, з Айови в Іллінойс, прагнучи відстояти землі свого народу. Але обіцяної підтримки він не отримав, лише деякі віннебаго і потаватомі приєдналися до нього. Чорний Яструб, переслідуваний волонтерами Ілінойса і американською армією, спробував повернутися в Айову. Збройний конфлікт набув широкого розмаху і увійшов в історію як Війна Чорного Яструба.
Війна закінчилася поразкою сауків і фоксів. Чорному Яструбу, виявленому воїнами віннебаго, які не брали участі в конфлікті, 27 серпня 1832 року довелось здатися американській владі. 1833 року його звільнили й доставили в Айову, де він мирно жив до своєї смерті 1838 році.

## XIX століття і сучасне становище

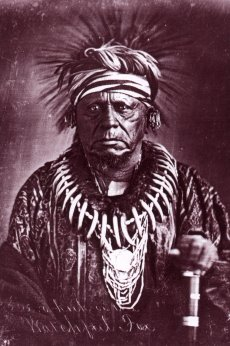
Кеокук, вождь сауків.

1842 році вождь сауків Кеокук продав американцям землі сауків і фоксів у Айові і погодився на переселення в Канзас. Багато вождів фоксів були проти угоди і відмовилися покидати Айову. Армія США силою депортувала незгодних, але деякі фокси зуміли втекти. Багато з них пізніше переселилися в Поселення Месквоки, поблизу сучасного міста Тама в штаті Айова, яке виникло близько 1856 року. Законодавчі збори штату Айова прийняли тоді безпрецедентний закон, що дозволяв індіанцям купувати землі; до цього вони були позбавлені такого права.
1867 році федеральний уряд змусив сауків і частину фоксів переселитися з Канзасу на Індіанську територію, однак незначна частина їх зуміла залишитися в Канзасі.
Нині сауки разом з фоксами проживають в Оклахомі, Канзасі та Айові.

## Населення
На час першої зустрічі з французами сауки ймовірно мали чисельність близько 6500 осіб. Чисельність сауків 1783 року оцінювалася в 2250 осіб. Надалі офіційні підрахунки показали: 1810 рік — 2850 осіб; 1834—2500 осіб; 1845 — 4600 осіб (2500 осіб в Айові, 1900 — у Канзасі, 200 — в Міссурі); 1852 рік — 1300 осіб (після епідемії віспи); 1910 рік (разом з фоксами) — 1063 особи.
Чисельність сауків і фоксів у США 2010 року становила: 3400 осіб — Оклахома (більшість сауки), 1300 осіб — Айова (переважно фокси), 400 осіб — Канзас і Небраска (переважно сауки). Загальна чисельність обох племен разом була близько 5100 осіб.

## Відомі представники
- Чорний Яструб — військовий вождь сауків.
- Джим Торп — олімпійський чемпіон.
- Ду-Гам-Мі — танцівниця.